# George Washington Gordon

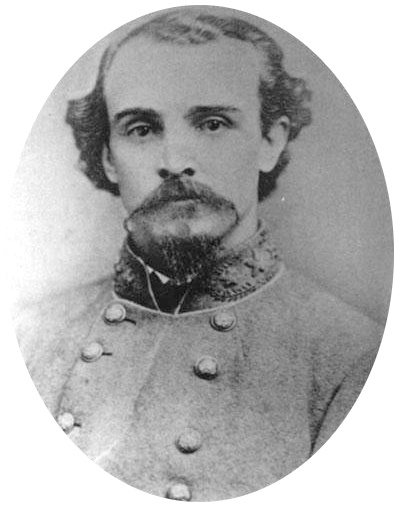
George Washington Gordon

George Washington Gordon (* 5. Oktober 1836 im Giles County, Tennessee; † 9. August 1911 in Memphis, Tennessee) war ein Abgeordneter im Repräsentantenhaus der Vereinigten Staaten und Brigadegeneral des konföderierten Heeres während des Sezessionskrieges. Er war eines der Gründungsmitglieder der rassistischen Terrororganisation Ku-Klux-Klan und mutmaßlicher Chef des Klans in Tennessee.

## Leben
Nach seinem Abschluss am Western Military Institute 1859 arbeitete Gordon als Vermessungsingenieur. Seine Laufbahn im konföderierten Heer begann er im 11. Tennessee-Infanterieregiment. Nach mehreren Beförderungen wurde Gordon im Dezember 1862 Regimentskommandeur. Während seines Dienstes nahm er an den Schlachten von Murfreesboro, Chickamauga und Chattanooga sowie am Atlanta-Feldzug und John Bell Hoods Invasion in Tennessee teil. Gordon wurde in der Schlacht von Franklin verwundet und geriet in Kriegsgefangenschaft der Nordstaaten. Am 15. August 1864 erfolgte seine Beförderung zum Brigadegeneral.

## Nach dem Krieg
Nach seiner Entlassung aus der Gefangenschaft im Juli 1865 studierte Gordon Rechtswissenschaft und praktizierte nach erfolgreichem Abschluss als Anwalt in Memphis. Ab 1883 nahm er verschiedene Verwaltungsaufgaben auf Stadt-, Staats- und Nationaler Ebene wahr. 1906 wurde Gordon Kongressabgeordneter für die Demokratische Partei. Nach zwei erfolgreichen Wiederwahlen im zehnten Distrikt und seiner Ernennung zum Commander in Chief der United Confederate Veterans, einer Veteranenorganisation der Kriegsteilnehmer der Südstaaten, starb er am 9. August 1911 in Memphis. Sein Grab findet sich auf dem Elmwood Cemetery.